# Sorikmarapi
Sorikmarapi (nebo také Sorik Marapi) je v současnosti nečinná sopka na indonéském ostrově Sumatra. Dosahuje výšky 2 145 m a její vrchol je zakončený 600 m širokým a vodou zalitým kráterem s ložisky síry. Na východním svahu stratovulkánu se vyskytují fumaroly. V 19. a 20. století bylo zaznamenáno několik freatických erupcí, poslední proběhla v červenci 1986.